# Aquaduct van Gorze

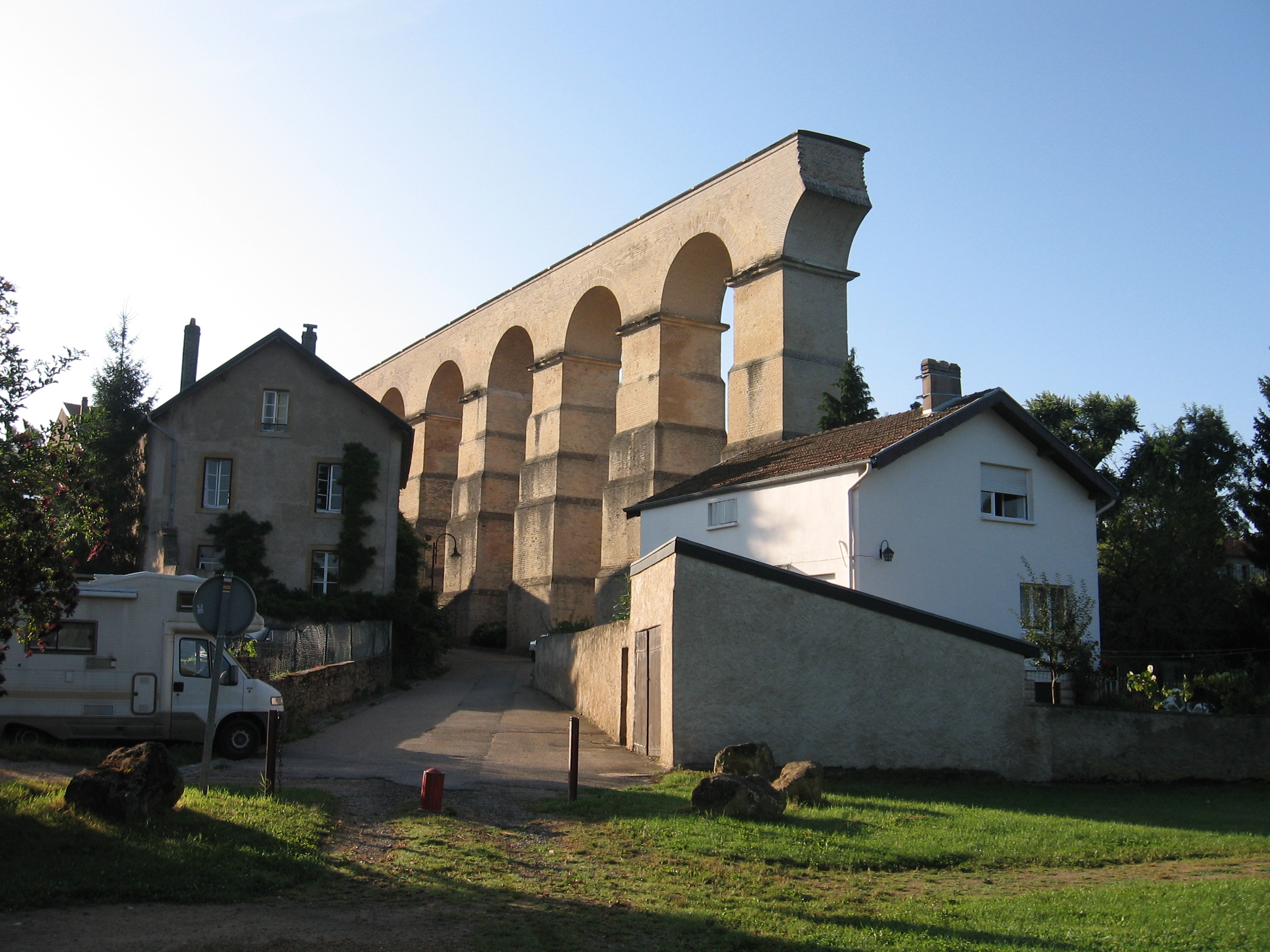
Overblijfselen in de plaats Jouy-aux-Arches

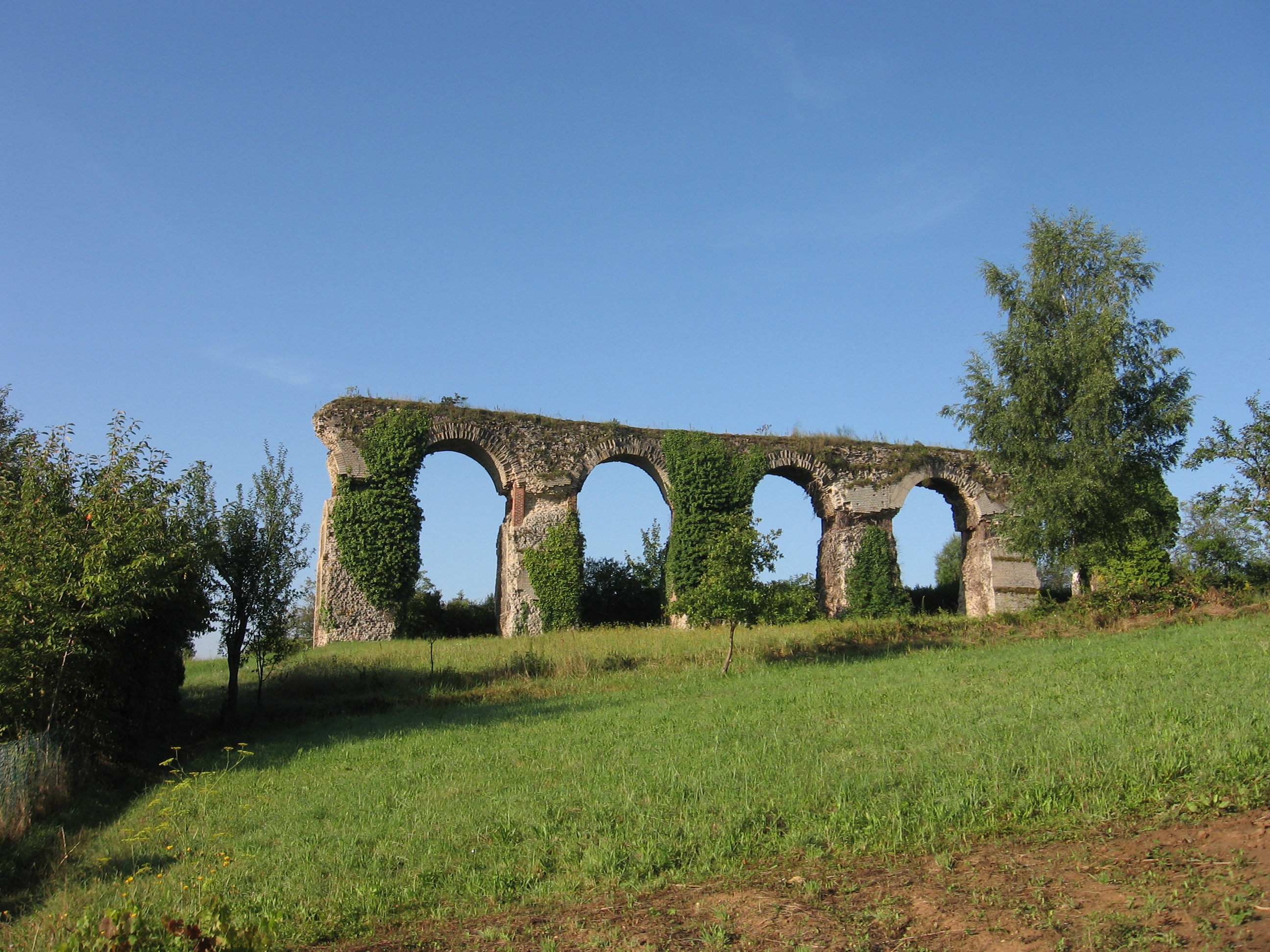
Restanten ten zuiden van Ars-sur-Moselle

Het Aquaduct van Gorze was een Romeins aquaduct in Frankrijk tussen Gorze (op 208 meter) en Metz (op 184 meter). De lengte bedroeg 22 kilometer. Het traject werd grotendeels op maaiveldniveau aangelegd, met uitzondering van de overbrugging van de Moezel tussen Ars-sur-Moselle (restanten op 49° 4′ 5″ NB, 6° 4′ 12″ OL) en Jouy-aux-Arches (restanten op 49° 3′ 56″ NB, 6° 4′ 47″ OL).
Het aquaduct werd gebouwd om de drie thermen en de bevolking (meer dan 20.000 personen) van water te voorzien. De brug startte in Ars-sur-Moselle, waar zich een tank bevond om zand te laten bezinken, zodat er geen zand in de waterleiding achterbleef. In Jouy werd het water weer door een bassin geleid, voordat het naar Metz (het vroegere Divodurum) werd getransporteerd.
De overblijfselen staan sinds 1840 op de historische monumentenlijst.